# Municipio de Salem (condado de Knox)
El municipio de Salem (en inglés: Salem Township) es un municipio ubicado en el condado de Knox en el estado estadounidense de Illinois. En el año 2010 tenía una población de 1003 habitantes y una densidad poblacional de 10,65 personas por km².

## Geografía
El municipio de Salem se encuentra ubicado en las coordenadas 40°44′47″N 90°3′25″O / 40.74639, -90.05694. Según la Oficina del Censo de los Estados Unidos, el municipio tiene una superficie total de 94.17 km², de la cual 92,61 km² corresponden a tierra firme y (1,66 %) 1,56 km² es agua.

## Demografía
Según el censo de 2010, había 1003 personas residiendo en el municipio de Salem. La densidad de población era de 10,65 hab./km². De los 1003 habitantes, el municipio de Salem estaba compuesto por el 97,91 % blancos, el 0,5 % eran afroamericanos, el 0,2 % eran asiáticos y el 1,4 % eran de una mezcla de razas. Del total de la población el 0,5 % eran hispanos o latinos de cualquier raza.